# Tauern (Ammergauer Alpen)
Der Tauern ist ein 1841 m ü. A. hoher Berg in den Ammergauer Alpen im Außerfern in Tirol.

## Lage und Umgebung
Das Massiv des Tauern bildet den südwestlichsten Teil der Ammergauer Alpen. Es wird im Süden vom Heiterwanger See begrenzt, im Osten und Norden vom Plansee und seinem Abfluss, dem Archbach, im Westen durch das zum Reuttener Becken erweiterte Lechtal und die Ehrenberger Klause. Dadurch ist der Tauern ein relativ isolierter, freistehender Berg mit mehr als 800 m Schartenhöhe. Das Massiv weist zwei Nebengipfel auf, die Schrofennas (1708 m ü. A.) liegt rund 700 m östlich des Hauptgipfels, der Zunterkopf (1811 m ü. A.) rund 500 m nordwestlich davon.
Die Südflanke bis zu den Gipfeln von Tauern und Schrofennas gehört zur Gemeinde Heiterwang, der nördliche Teil zur Gemeinde Breitenwang.

## Zustieg
Der übliche Zustieg erfolgt von Norden vom Rossrucken (994 m ü. A.), dem Sattel an der Straße von Reutte zum Plansee, über den Zunterkopf und den Grat zum Gipfel. Die Route wird als anspruchsvoll (T3 nach der SAC-Wanderskala) eingestuft. Für eine Überschreitung erfolgt der Abstieg über die Südost-Seite unschwierig Richtung Plansee.